# Anatoli Marienhof

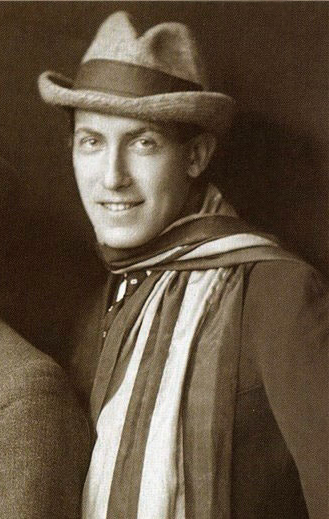
Anatoli Marienhof, 1919

Anatoli Borisovitsj Marienhof of Mariengof (Russisch: Анатолий Борисович Мариенгоф) (Nizjni Novgorod, 6 juli 1897 – Sint-Petersburg, 24 juni 1962) was een Russisch schrijver en dichter, afstammend van een adellijke familie uit Koerland.

## Leven en werk
Marienhof werd geboren in Nizjni Novgorod in een adellijke familie. Na het overlijden van zijn moeder verhuisde hij naar Penza, waar hij het gymnasium bezocht. Na de dood van zijn vader, door een verdwaalde kogel tijdens de Russische Burgeroorlog, trok hij in 1918 naar Moskou. In Moskou ontmoette hij de dichters Sergej Jesenin en Vadim Sjersjenevitsj. Samen stichtten ze de 'imaginistische' school. Alle drie waren ze overtuigd van het belang van het beeld in de poëzie. Ze verwierpen het futurisme en het symbolisme en aanvaardden alleen het beeld als poëtisch fundament. De inhoud was onbelangrijk. De dichter moet proberen het beeld te vinden dat in ieder woord vervat is, maar vaak verborgen zit achter de alledaagse betekenis. "Een imaginist", zo schreven ze in hun manifest Deklaraciia uit februari 1919, "is iemand die het kuiken in het ei van het woord voelt".
Van 1918 tot 1922 waren Marienhof en Jesenin schier onafscheidelijk. Ze woonden bij elkaar, droegen gedichten aan elkaar op en publiceerden samen. Nadat Jesenin begin 1923 plotseling (voor korte tijd) trouwde met danseres Isadora Duncan en Marienhof ondertussen begonnen was aan zijn Roman zonder leugen (waarin veel details over het leven van Jesenin worden prijsgegeven) liep de vriendschap stuk. In 1924 huwde ook Marienhof, met Anna Nikitina.
Het werk van Marienhof viel niet goed bij de Sovjet-kritiek. De schrijversbond oordeelde in 1929 dat zijn werk een 'anti-maatschappelijk verschijnsel' was. Na het verschijnen van zijn korte roman De geschoren man (1928), kreeg hij nauwelijks nog werk gepubliceerd en schreef hij literaire niemendalletjes voor radio en theater. Autobiografisch werk dat hij op latere leeftijd schreef, kon pas ver na zijn dood verschijnen. Marienhof is begraven op de Bogoslovskoje-begraafplaats.
Het werk van Marienhof geraakte lange tijd in de vergetelheid, maar in de jaren tachtig en negentig werd zijn werk herontdekt. In 1995 verscheen zijn experimentele geschrift Cynici (over het leven van jonge intellectuelen tijdens de Russische Revolutie en de Russische Burgeroorlog) in een Nederlandse vertaling door Robert-Jan Henkes en Elena Pereverzeva.

## Fragment
Uit Cynici (1928): 

Wat bijzonder attent van u om bloemen voor me mee te nemen.
De mannen stropen allemaal, tong uit de mond, de Soecharjovka af naar meel en gierst. Iets anders dan meel en gierst krijgen hun geliefden niet. Als lijken liggen de zakken hamsterwaar onder hun Karelisch berkenhouten bedden. 
Ze zette de asters in een vaas. Een hoge zilverkleurige vaas in de vorm van een vrouwenarm met afgehakte hand. 
Buiten reed een zwarte vrachtauto voorbij. Star kijkende soldaten voerden mensen mee die aan wrak meubilair uit een zomerhuisje deden denken.

## Werken (selectie)
- Belofte der narren (1922)
- Roman zonder leugen (1927)
- Cynici (1928)
- De geschoren man (1928)
- Jekaterina (1936)

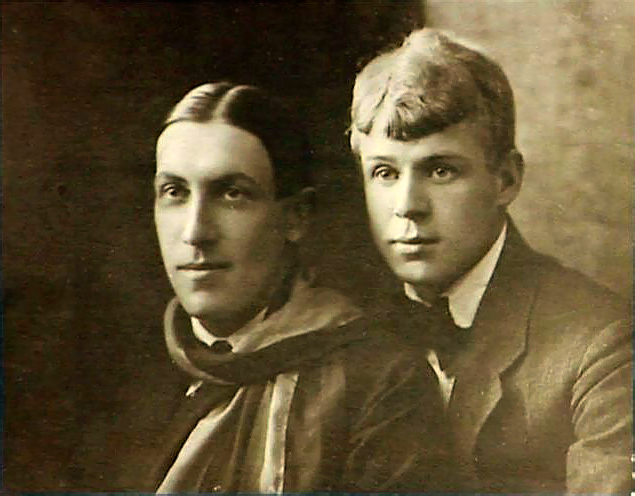
Anatoli Marienhof (links) en Sergej Jesenin

- Aantekeningen van een veertigjarige man